# 巴尔加利
巴尔加利（義大利語：Bargagli），是意大利热那亚省的一个市镇。总面积16.3平方公里，人口2787人，人口密度171.0人/平方公里（2009年）。ISTAT代码为010003。